# Navid Rezaeifar
Navid Rezaeifar (in persiano نوید رضایی‌فر‎; Tonekabon, 23 agosto 1996) è un cestista iraniano.
Ha militato nel Chemidor Tehran e nella Nazionale iraniana.

## Carriera
Con l'Iran ha disputato i Giochi olimpici di Tokyo 2020 e due edizioni dei Campionati asiatici (2017, 2022).